# Paysage enneigé
Paysage enneigé est un tableau du peintre néerlandais Vincent van Gogh réalisé en février 1888 à Arles, en France. Cette huile sur toile est un paysage hivernal représentant une campagne où la neige tombée a commencé à fondre. Don d'Hilde Thannhauser en 1984, elle est conservée au musée Solomon-R.-Guggenheim, à New York, aux États-Unis.